# 索瓦
索瓦，是西班牙坎塔布里亚的一个市镇。总面积214平方公里，总人口1569人（2001年），人口密度7人/平方公里。